# Edme-Paul-Marcellin Longueville
Edme-Paul-Marcellin Longueville est un helléniste et philologue français né à Paris en 1785 et mort dans la même ville en 1855. 

## Biographie
Atteint dès l’enfance d’une paralysie qui lui ôta l’usage des jambes, il consacre sa vie tout entière à l’étude et compose des ouvrages destinés à répandre la connaissance de la langue grecque. 
On lui doit un cours de thèmes grecs (1825) ; une traduction de la Grammaire grecque raisonnée d’Auguste Matthiæ (1831-1836, 3 volumes) ; Traité élémentaire d’accentuation grecque (1845) ; Prosodie grecque (1848) ; Traité théorique et pratique de l’accentuation grecque (1849) ; etc.
Longueville a collaboré activement au Dictionnaire grec d’Alexandre et à la nouvelle édition du Thésaurus linguæ græcæ de H. Estienne.

## Source
« Edme-Paul-Marcellin Longueville », dans Pierre Larousse, Grand dictionnaire universel du XIXe siècle, Paris, Administration du grand dictionnaire universel, 15 vol., 1863-1890 [détail des éditions].